# Terri Sewell

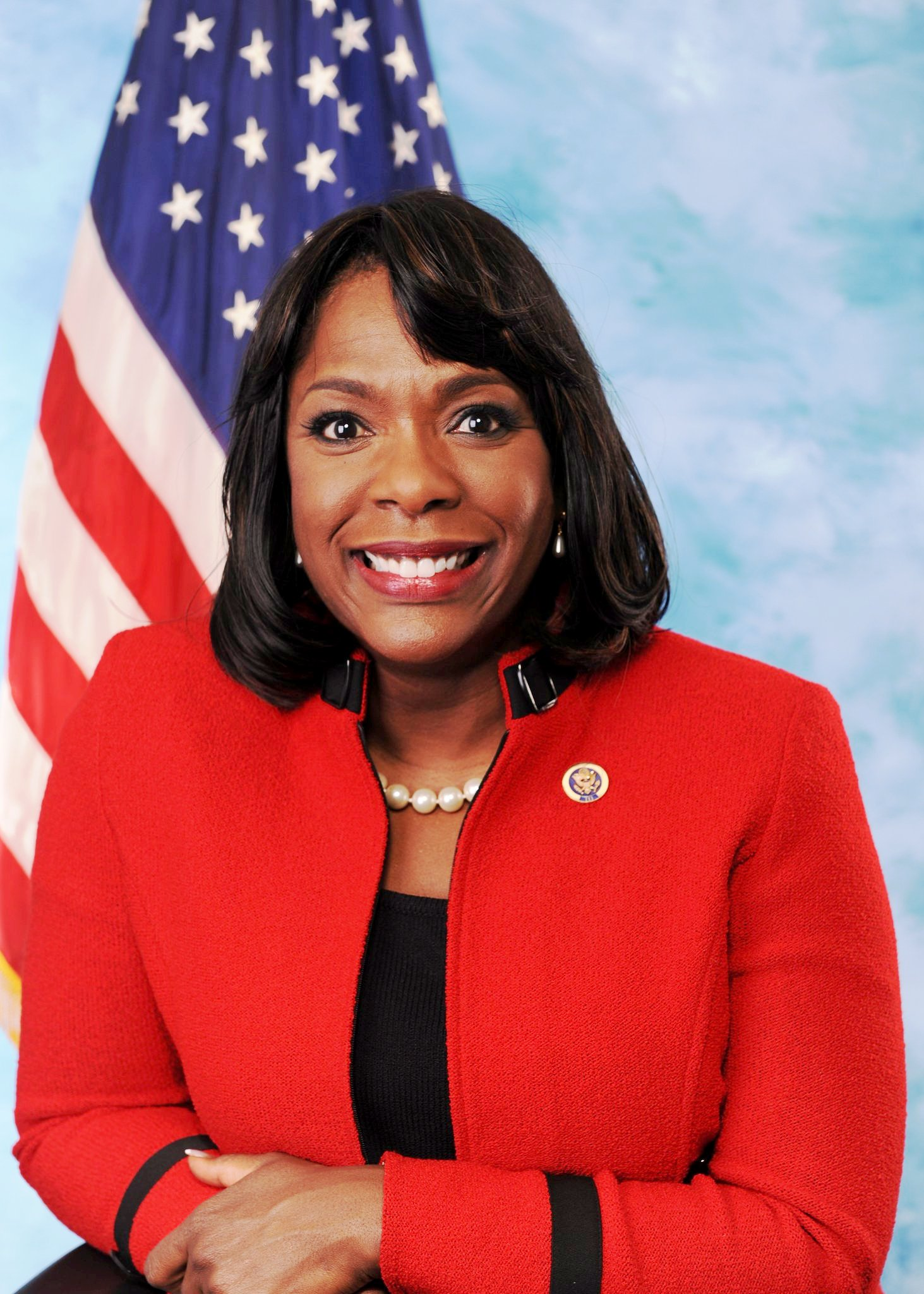
Terri Sewell em foto oficial para o Congresso (2011).

Terrycina Andrea "Terri" Sewell (nascida em 1º de janeiro de 1965) é uma política do Alabama. É a representante do 7º Distrito Congressional do estado. Ela é membro do Partido Democrata e a primeira mulher afro-americana a ser eleita para o Congresso pelo Alabama. Sewell é a única(o) democrata entre os 7 membros da delegação do Alabama no Congresso dos Estados Unidos.